# Thor Ørvig
Thor Ørvig (Kragerø, 14 december 1891 – Oslo, 17 juni 1965) was een Noors zeiler.
Ørvig was samen met zijn broers Erik en Olaf onderdeel van de Noorse ploeg die tijdens de Olympische Zomerspelen 1920 in het Belgische Antwerpen de gouden medaille won in de 12 meter klasse model 1919. Ørvig en zijn ploeggenoten waren de enige ingeschreven boot in deze klasse.

## Olympische Zomerspelen
| Jaar | Plaats    | Resultaten                 |
| ---- | --------- | -------------------------- |
| 1920 | Antwerpen | 12 meter klasse model 1919 |

1908: John Aspin / John Buchanan / James Bunten / Arthur Downes / John Downes / David Dunlop / Thomas Glen-Coats / John Mackenzie / Albert Martin / Gerald Tait ·
1912: Johan Anker / Nils Bertelsen / Eilert Falch-Lund / Halfdan Hansen / Arnfinn Heje / Magnus Konow / Alfred Larsen / Petter Larsen / Christian Staib / Carl Thaulow
1920 (model 1907): Halvor Birkeland / Rasmus Birkeland / Lauritz Christiansen / Halvor Møgster / Hans Næss / Henrik Østervold / Jan Østervold / Kristian Østervold / Ole Østervold ·
1920 (model 1919): Arthur Allers / Martin Borthen / Johan Friele / Kaspar Hassel / Erik Ørvig / Olaf Ørvig / Thor Ørvig / Egill Reimers / Christen Wiese